# Ramón F. Acevedo
Ramón Felipe Acevedo Rosas (Pesé, 26 de mayo de 1867 - Ciudad de Panamá, 6 de enero de 1931) fue un político y comerciante panameño.

## Biografía
Realizó sus primeros estudios en su natal Pesé y luego se trasladó a la capital del istmo para estudiar en la Escuela Normal. Posteriormente, viajó a Bogotá donde estudio en el Colegio de San Bartolomé y en la Universidad de Bogotá. No obstante, no pudo culminar sus estudios como médico debido a dificultades económicas.
Vivió varios años en Costa Rica, donde trabajó como comerciante y regresó a Panamá en 1910. Durante el gobierno de Carlos A. Mendoza fue secretario de Hacienda y Tesoro y en el gobierno de Pablo Arosemena fue secretario de Gobierno y Justicia. En 1912, el presidente Belisario Porras lo nombró secretario de Fomento. También fue director del Banco Nacional de Panamá entre 1914 y 1916.
En 1916 fue designado segundo vicepresidente del país y ascendió a primer vicepresidente en 1918 tras la muerte del presidente Ramón Maximiliano Valdés, quien fue sustituido por Ciro Urriola.